# Cephalops nigronitens
Cephalops nigronitens är en tvåvingeart som först beskrevs av Enrico Adelelmo Brunetti 1912.  Cephalops nigronitens ingår i släktet Cephalops och familjen ögonflugor. Inga underarter finns listade i Catalogue of Life.